# James Butler, III conte di Ormond
James Butler, III conte di Ormond (1359 circa – Gowran, 7 settembre 1405), nobile della Parìa d'Irlanda divenne conte nel 1382 e tre anni dopo costruì il castello di Gowran vicino alla cittadina omonima che in breve divenne la sua usuale residenza. Quando morì venne sepolto nella chiesa locale accanto al padre al nonno e al bisnonno.

## La vita
James Butler nacque attorno al 1359 da James Butler, II conte di Ormond (4 ottobre 1331 - 18 ottobre 1382) e da Elizabeth Darcy (3 aprile 1332 - 24 marzo 1390). Attraverso la famiglia della nonna paterna James discendeva da Edoardo I d'Inghilterra, nello specifico grazie al matrimonio della figlia Elizabeth d'Inghilterra che era andata in sposa a Humphrey de Bohun, IV conte di Hereford.
Dopo aver costruito il castello di Gowran nel 1385, nel 1391 acquistò il Castello di Kilkenny da Thomas le Despenser, I conte di Gloucester, fondò anche il castello di Dunfert e nel 1386 costruì un convento nel Buckinghamshire.
Nel 1384 entrò a servizio di Sir Philip de Courtenay, che divenne poi luogotenente d'Irlanda e che era nipote dell'Arcivescovo di Canterbury William Courtenay (morto il 31 luglio 1396). Fra zio e nipote vi fu una spaccatura quando, durante il regno di Riccardo II d'Inghilterra, James si schierò dalla parte di quest'ultimo, il clima assai teso fece nascere delle rivolte e Riccardo mandò una spedizione in Irlanda, capitanata da Robert de Vere, duca d'Irlanda insieme a John Stanley dell'Isola di Man, al vescovo di Meath Alexander de Balscot (morto nel 1400) e Robert Crull (1349-1408). Quando la spedizione arrivò in Irlanda James si unì immediatamente a loro. Il risultato fu che Crull divenne Tesoriere d'Irlanda, Stanley luogotenente, Balscott cancelliere e James divenne Governatore d'Irlanda. Il 25 luglio 1392 James venne nominato Lord Giustiziere d'Irlanda, incarico che gli venne riconfermato nel 1401.

## Matrimoni e figli
Poco prima del 17 luglio 1386 James sposò (1360 - 13 novembre 1397), insieme ebbero cinque figli:
- James Butler, IV conte di Ormond (1392-1452), che in prime nozze sposò Joan de Beauchamp, figlia di William de Beauchamp
- Richard Butler (prima del 1395 - 1443 circa), il cui padrino era Riccardo II d'Inghilterra
- Anne Butler
- Philip Butler
- Ralph Butler

Nel 1399 James si risposò con Katherine FitzGerald dalla quale ebbe:
- James Butler (morto nel 1434)
- Edmund Butler
- Gerald Butler
- Theobald Butler

In data imprecisata ebbe un figlio illegittimo a nome Thomas le Boteller che fu Lord Deputy d'Irlanda e che combatté all'Assedio di Rouen.